# Antiprotozoikum
Ein Antiprotozoikum (pl. Antiprotozoika) ist ein Arzneimittel zur Behandlung von parasitären Infektionskrankheiten, die durch Protozoen, also einzellige Erreger, verursacht werden. Damit gehören die Antiprotozoika zur Stoffgruppe der Antiparasitika. Die häufigsten Protozoeninfektionen sind Malaria, Trypanosomiasis, Amöbenruhr, Leishmaniose und Toxoplasmose.
Die Antiprotozoika sind chemisch sehr unterschiedliche Substanzen, deren Wirkungsweise in sehr verschiedener Weise in den parasitären Stoffwechsel oder die Vermehrung eingreift, zudem in unterschiedlichen Entwicklungsstadien. Bei einigen (z. B. Artemisinin) wird die Zerstörung morphologischer Bestandteile des Einzellers (Zellmembranen, Mitochondrien) angenommen.